# Szép Sándor
Szép Sándor (Etéd, 1949. november 25.) erdélyi magyar vegyészmérnök, kémiai szakíró, egyetemi tanár.

## Életútja, munkássága
Középiskoláit Petrozsényben végezte. A iaşi-i Gh. Asachi Műszaki Főiskola Ipari Kémia Karán szerzett vegyészmérnöki oklevelet (1972), később doktorátust; ugyanott gyakornok (1972–75), tanársegéd (1975–79), egyetemi adjunktus (1979–90), docens (1990–93), egyetemi tanár. Közben 1984–1989 között előadótanár a bákói almérnökképző főiskolán, 1998–2002 között a iaşi-i Gr. T. Popa Orvostudományi Egyetem Biomérnöki Karán. 1983-ban a iaşi-i egyetemen doktorált (dolgozatának címe: Modelarea procesului de descompunere a carbonatului de calciu…). 2006-tól a Sapientia Erdélyi Magyar Tudományegyetem csíkszeredai tagozatának professzora, és az egyetem rektorhelyettese volt. 2020-tól nyugdíjasként professor emeritus.
Szakterülete a szervetlen sók technológiája, a hulladékgazdálkodás és -feldolgozás. Hazai és külföldi szakkiadványokban csaknem félszáz tudományos dolgozatot, szaktanulmányt közölt román és angol nyelven. Tagja az EMT-nek, a Romániai Vegyészmérnökök Társaságának és a Magyar Professzorok Világtanácsának. 
Tudományos dolgozatait Szép Alexandru néven közölte.

## Egyetemi jegyzetei
- Tehnologia sărurilor anorganice. I. (Iaşi 1996)
- Tehnologia sticlei de construcţii (társszerzőkkel, Iași, 2001)
- Ştiinţa materialelor oxidice (Iași, 2002)
- Transzportfolyamatok és művelettan (társszerzőkkel, Scientia Kiadó, 2020)
- Élelmiszeripari műveletek és berendezések. Tervkészítési útmutató, (társszerzőkkel, Scientia Kiadó, 2021)

## Kötetei
- Electroliza soluţiilor de clorură de sodiu prin procedeul cu membrana schimbătoare de ioni (társszerzőkkel, Iași, 1998);
- Cristalizarea sărurilor din soluţii apoase (Iași, 2000);
- Tehnologia clorului (társszerzőkkel, Iași, 2002);
- Săruri anorganice cu utilizări alimentare (társszerzővel, Iași, 2003);
- Varul. Tehnologie şi utilităţi (Iași, 2006);
- Művelettani laboratóriumi gyakorlatok (társszerző András Csaba, Iași, 2006);
- Transzportfolyamatok a kémiai és biokémiai rendszerekben (Iași, 2008).

## Elismerései
- Magyar Érdemrend tisztikeresztje, 2013[2]